# Хакон Воспитанник Торира
Хакон I Магнуссон или Хакон I Воспитанник Торира (норв. Håkon Magnusson Toresfostre) (1068 — 1094) — король Норвегии, сын Магнуса II, правил в 1093 — 1094 годах.
Хакону был год, когда умер его отец Магнус, правивший в Северной Норвегии. После этого единоличным королём Норвегии стал дядя Хакона, Олаф III Тихий, правивший в Восточной Норвегии. Хакона взял на воспитание ярл Торир из Стейга. В 1090 году, по сообщению саг, Хакон совершил набег на Бьярмию, где одержал победу в сражении с местными жителями.  После смерти Олафа III в 1093 году, королём Норвегии был провозглашен его сын Магнус III Голоногий. Однако жители Упланда, собравшись на тинге, провозгласили королём Хакона Магнусона. Затем Хакон со своими сторонниками направился в столицу Норвегии, Тронхейм, где потребовал разделить Норвегию между собой и Магнусом, как ранее поступили их отцы. Это требование было признано справедливым. Став конунгом, Хакон набрал себе дружину, а также отменил ряд налогов и ввел некоторые улучшения законов, чем завоевал полное расположение бондов. Поведение Хакона вызвало недовольство у его соправителя Магнуса III и между двоюродными братьями произошёл конфликт. В конце 1093 года  Хакон и Магнус начали готовиться к войне друг против друга и собирать войска. В начале 1094 года, когда Хакон объезжал фюльке Восточной Норвегии, вербуя себе сторонников, он неожиданно умер при переходе через горный перевал.